# Cophura
Cophura is een vliegengeslacht uit de familie van de roofvliegen (Asilidae).

## Soorten
- C. acapulcae Pritchard, 1943
- C. albosetosa Hine, 1908
- C. ameles Pritchard, 1943
- C. antiquella Cockerell, 1913
- C. apotma Pritchard, 1943
- C. arizonensis (Schaeffer, 1916)
- C. atypha Pritchard, 1943
- C. bella (Loew, 1872)
- C. bellus (Loew, 1872)
- C. brevicornis (Williston, 1883)
- C. caca Pritchard, 1943
- C. calla Pritchard, 1943
- C. clausa (Coquillett, 1893)
- C. clausus (Coquillett, 1893)
- C. cora Pritchard, 1943
- C. dammersi Wilcox, 1965
- C. daphne Pritchard, 1943
- C. dora Pritchard, 1943
- C. feigei Kaletta, 1983
- C. fergusoni Wilcox, 1965
- C. ferugsoni Wilcox, 1965
- C. fisheri Wilcox, 1965
- C. fur (Williston, 1885)
- C. getzendaneri Wilcox, 1959
- C. hennei Wilcox & Martin, 1945
- C. hesperia (Pritchard, 1935)
- C. humilis (Bellardi, 1861)
- C. hurdi Hull, 1960
- C. igualae Pritchard, 1943
- C. incertus (Becker, 1919)

- C. lutzi Curran, 1931
- C. nephressa Pritchard, 1943
- C. painteri Pritchard, 1943
- C. picta Carrera, 1955
- C. pollinosa Curran, 1930
- C. powersi Wilcox, 1965
- C. pulchella Williston, 1901
- C. rozeni Wilcox, 1965
- C. scitula (Williston, 1883)
- C. sculleni Wilcox, 1937
- C. sodalis Osten-Sacken, 1887
- C. stylosa Curran, 1931
- C. tanbarki Wilcox, 1965
- C. texana Bromley, 1934
- C. timberlakei Wilcox, 1965
- C. tolandi Wilcox, 1959
- C. trunca (Coquillett, 1893)
- C. truncus (Coquillett, 1893)
- C. vanduzeei Wilcox, 1965
- C. vandykei Wilcox, 1965
- C. vera (Pritchard, 1935)
- C. vitripennis (Curran, 1927)
- C. wilcoxi Kaletta, 1983
- C. willistoni Pritchard, 1943
- C. zandra Pritchard, 1943